# 실비우스 레오폴트 바이스

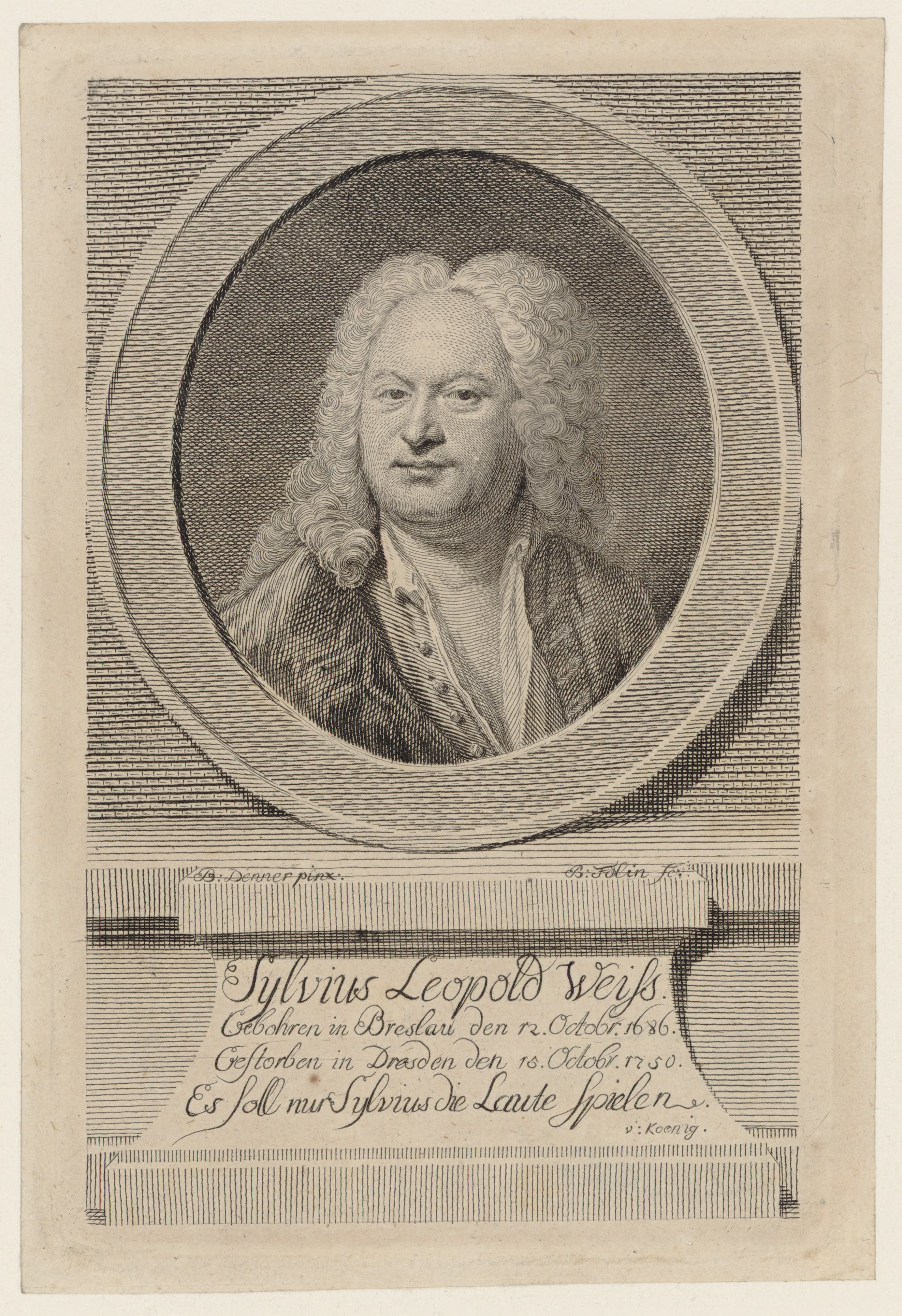
실비우스 레오폴트 바이스

실비우스 레오폴트 바이스(Sylvius Leopold Weiss, 1687년 10월 12일 ~ 1750년 10월 16일)은 독일의 바로크 시대 작곡가이자 류트 연주가이다.
브레슬라우 근교 그로카우트에서 류트 연주가인 요한 야콥 바이스의 아들로 태어났다. 브레슬라우, 로마, 드레스덴 궁정에서 연주하였고 드레스덴에서 사망하였다. 1686년에 태어났다고 여겨졌었는데, 최근 발견된 기록들에 근거하여 1687년에 태어난 것으로 본다.
말년에 빌헬름 프리데만 바흐와 친구가 되어 요한 제바스티안 바흐를 만난 적이 있다. 바흐와 바이스가 즉흥 연주 실력을 겨루었다고 보는 시각이 있는데, 다음의 증언에 근거한다.
| “ | 류트를 연주할 때 화음의 변화 및 훌륭한 대위법을 연주하는 것이 얼마나 어려운지 아는 사람이라면, 위대한 류트 연주자 바이스가 오르간 및 하프시코드 주자인 요한 제바스티안 바흐에게 환상곡과 푸가를 연주하며 도전했다는 증언에 경탄하지 않을 수 없을 것이다. | ” |
|   | — 요한 프리드리히 라이하르트 |   |

## 작품
류트를 위해 1000편이 넘는 곡을 남겼는데 그중 850편이 전해지는데 이 중 소나타와 모음곡이 대부분이다. 실내악과 협주곡도 남겼으나 솔로 파트만 부분적으로 전해지는 것이 대부분이다.